# Amperna, Närke
Amperna är en sjö i Laxå kommun i Närke och ingår i Norrströms huvudavrinningsområde.